# マリインスク
マリインスク（ロシア語: Мариинск）は、ロシア連邦のケメロヴォ州北東部、マリインスキー地区に位置する市である。

## 地理
ケメロヴォの中心部まで178km。オビ川の流域、チュリム川の支流であるキーヤ川の左岸に位置する。地勢は平坦で、気候は大陸性のため年間平均気温は-0.1℃である。

## 歴史
チュルク語を話すチュリム川タタール人の集落であった。当時は「キーヤ」という名前で、一説によると「銅」や「川」、また別説では「石の多い斜面、崖」を意味する。
その後、1698年にロシアの村となり、モスクワから続く街道上にあった。1856年に市に昇格したのちもキーヤという名であったが、1857年にアレクサンドル2世の妃、マリア・アレクサンドロヴナに敬意を表してマリインスクに改名した。1891年の夏にはシベリア鉄道の建設の視察にのちのニコライ2世が皇太子として訪れた。
マリインスキー地区は主に中央ロシアやウクライナから弾圧を受けシベリアに移住してきた人々によって形成され、彼らのほとんどが農業に従事していた。1858年に3671人だった人口は1897年にはおよそ8500人に、1913年には14000人以上にまで増えた。それに伴ってマリインスクは貿易と輸送の要衝となり、1895年に駅が開設されるとレンガ、陶器、醸造、石鹸等の売り上げは20000ルーブルに達した。また付近では少量ながら砂金が産出し、1897年までの70年以上にわたって2800ポンドが生産された。様々な宗派の教会があったとされているが、そのほとんどは1917年以後に破壊された。
1984年9月18日にマリインスクの南西50kmの地点において地震探査を目的とした10ktの平和的核爆発が行われている。

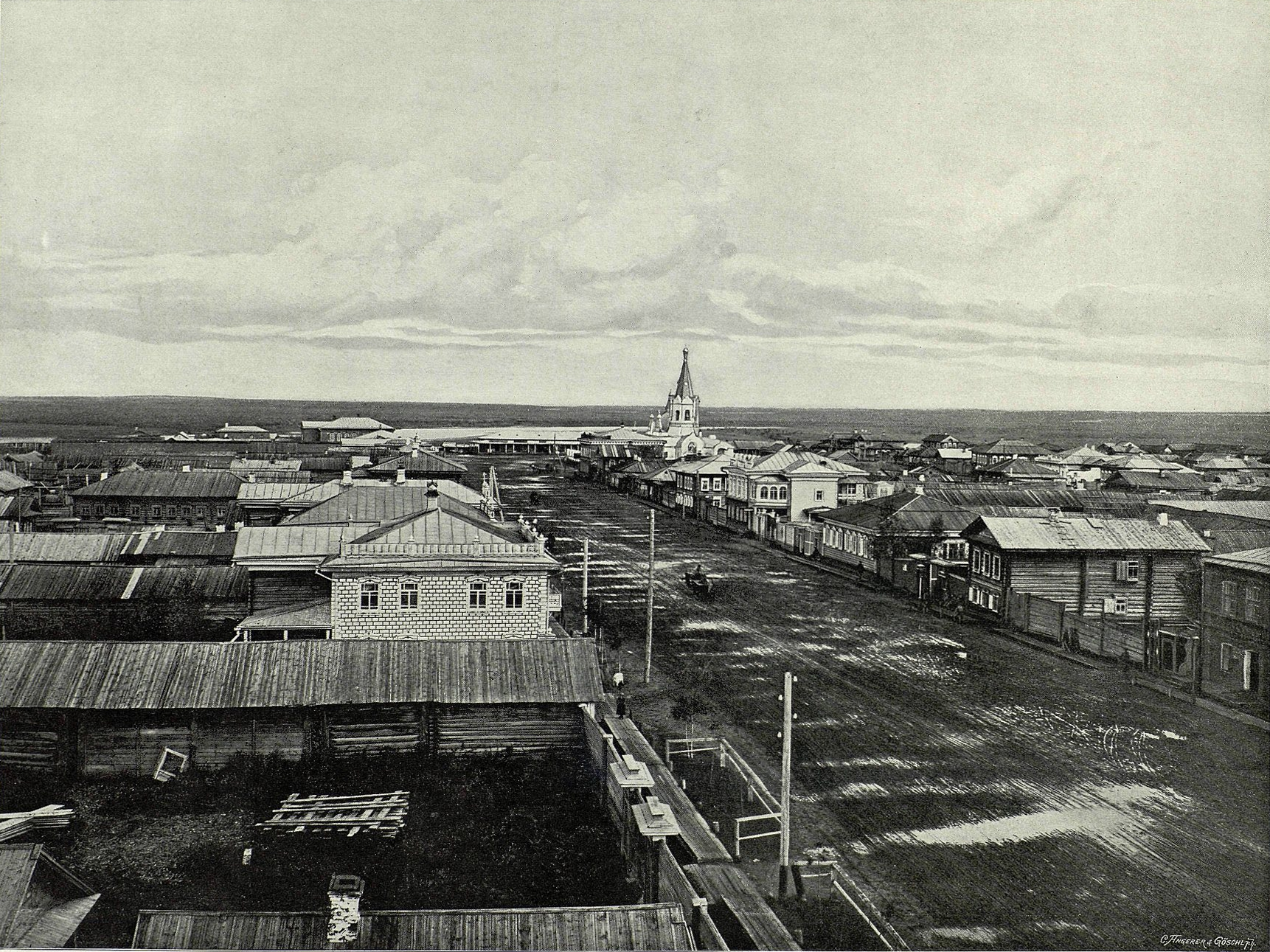
市街(1899)
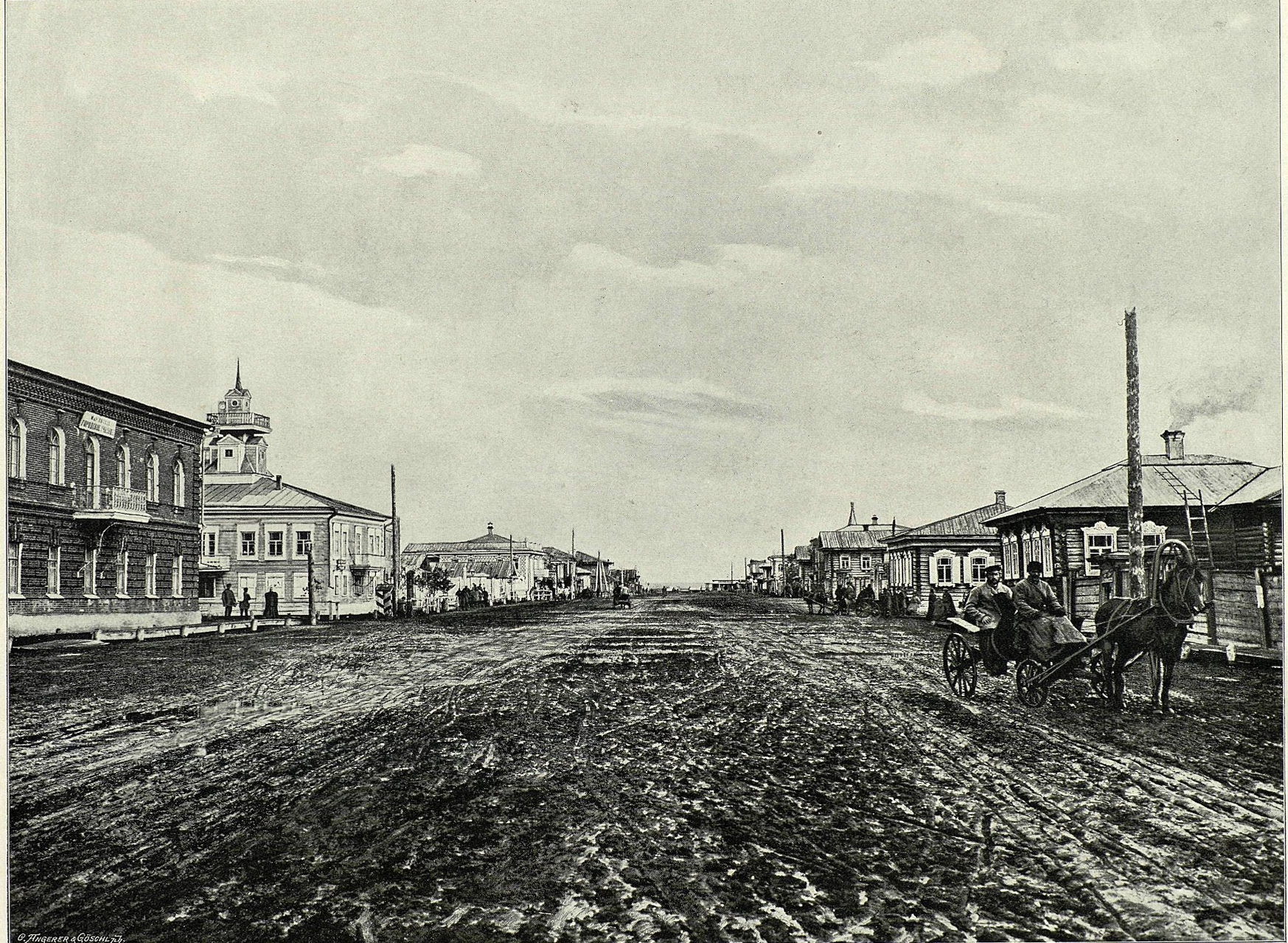
中心部(1899)
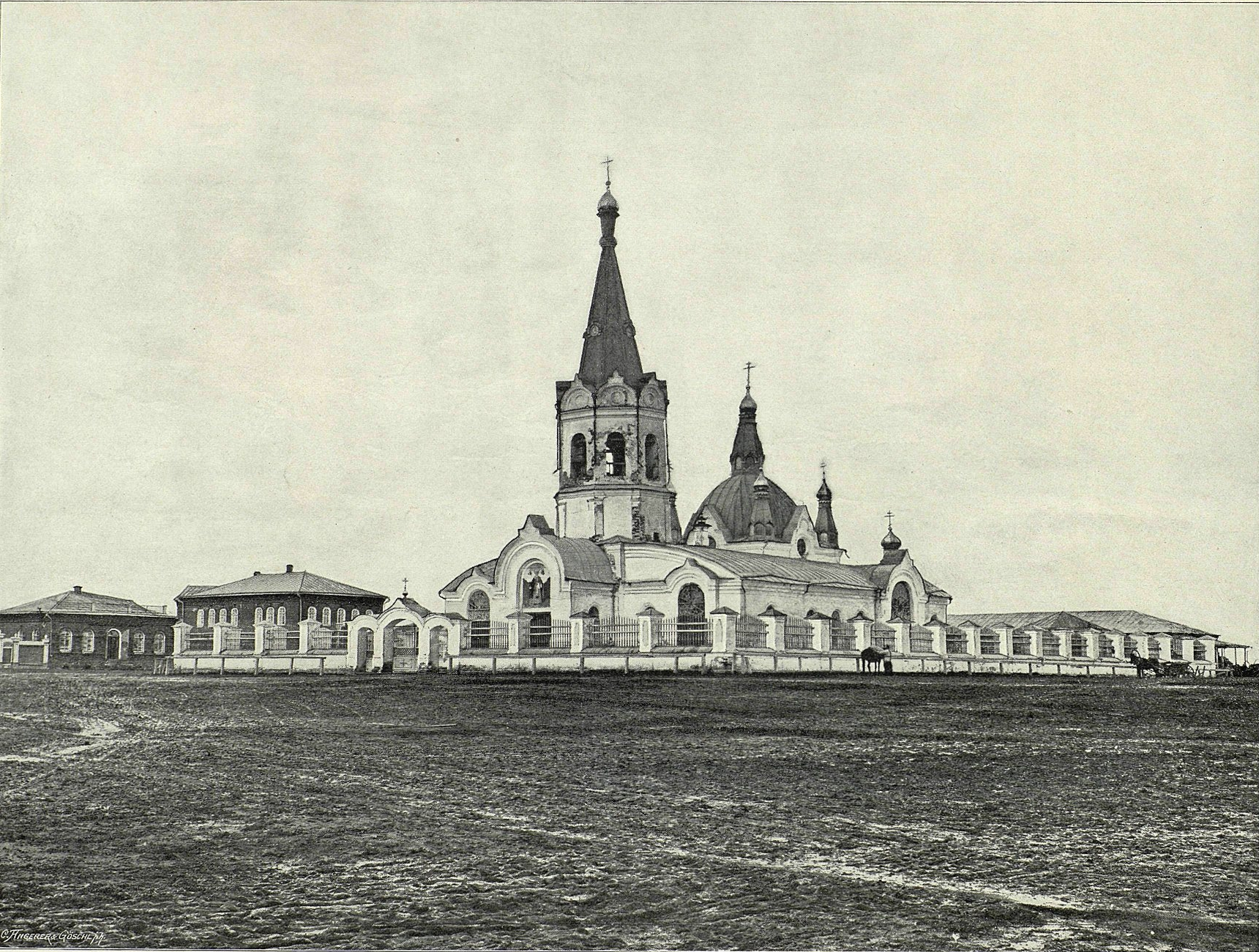
ニコラス大聖堂(1899)
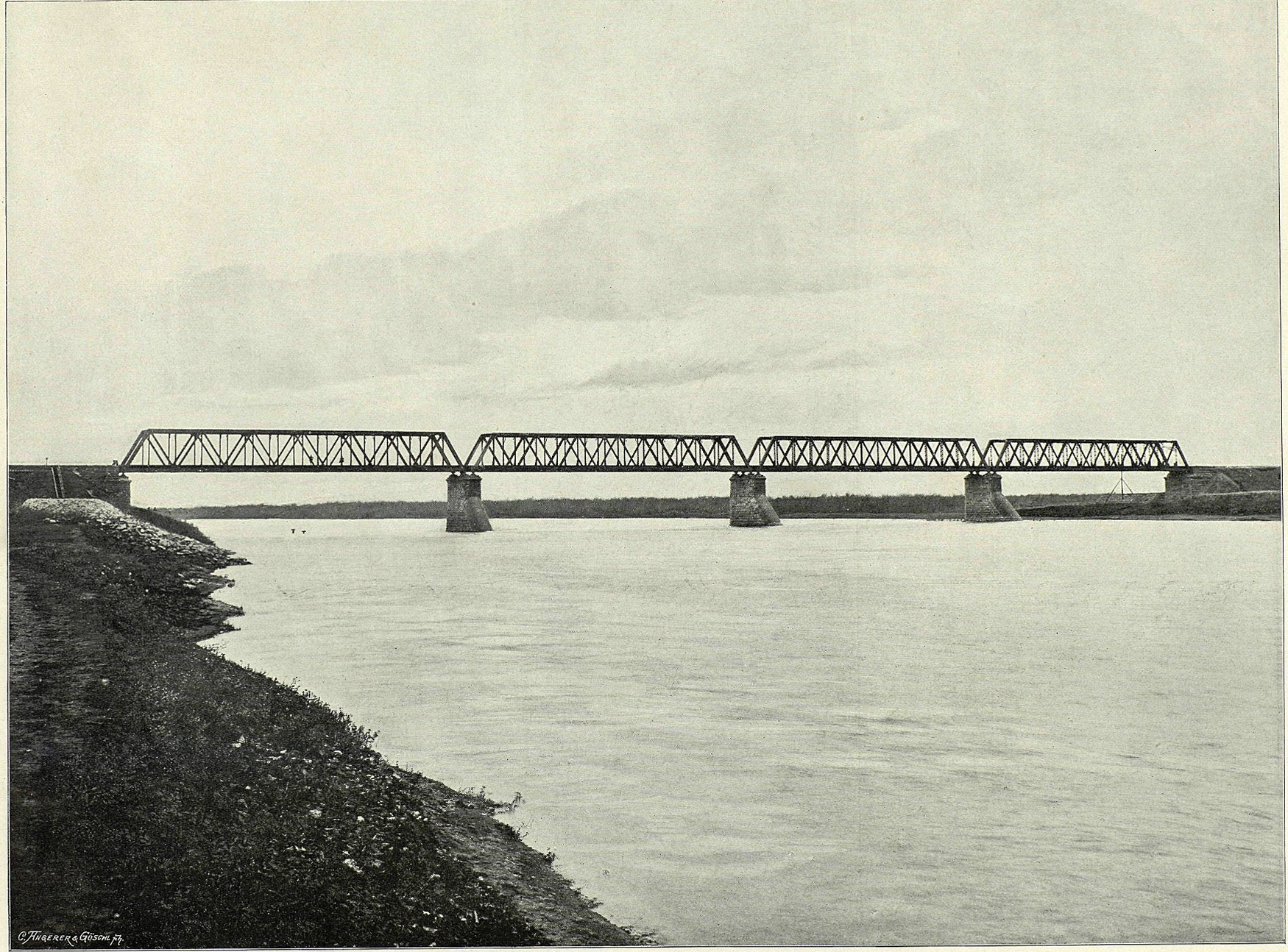
キーヤ川に架かる橋(1899)

## 人口
| 人口  | 人口  | 人口  | 人口  | 人口  | 人口  | 人口  | 人口  | 人口  |
| 1897  | 1931  | 1939  | 1959  | 1967  | 1970  | 1979  | 1989  | 1992  |
| ----- | ----- | ----- | ----- | ----- | ----- | ----- | ----- | ----- |
| 8200  | 11200 | 22300 | 40793 | 39000 | 39699 | 39504 | 40956 | 41500 |
| 1996  | 1998  | 2001  | 2002  | 2003  | 2005  | 2006  | 2007  | 2008  |
| 41100 | 40400 | 39200 | 42977 | 43000 | 42400 | 41800 | 41600 | 41500 |
| 2009  | 2010  | 2011  | 2012  | 2013  | 2014  | 2015  | 2016  |       |
| 41510 | 40526 | 40511 | 40287 | 40092 | 39850 | 39619 | 39332 |       |

## 経済
主に農業が中心であり、ほかにアルコールの生産や鉄道関係の産業がある。
- シベリアウォッカ会社 - ウォッカの生産
- マリインスキーアルコール工場 - エチルアルコールの生産
- マリインスキー蒸留所 - ウォッカなどのアルコール飲料の生産

また、砂金やレンガの生産に使用される粘土、泥炭なども産出する。

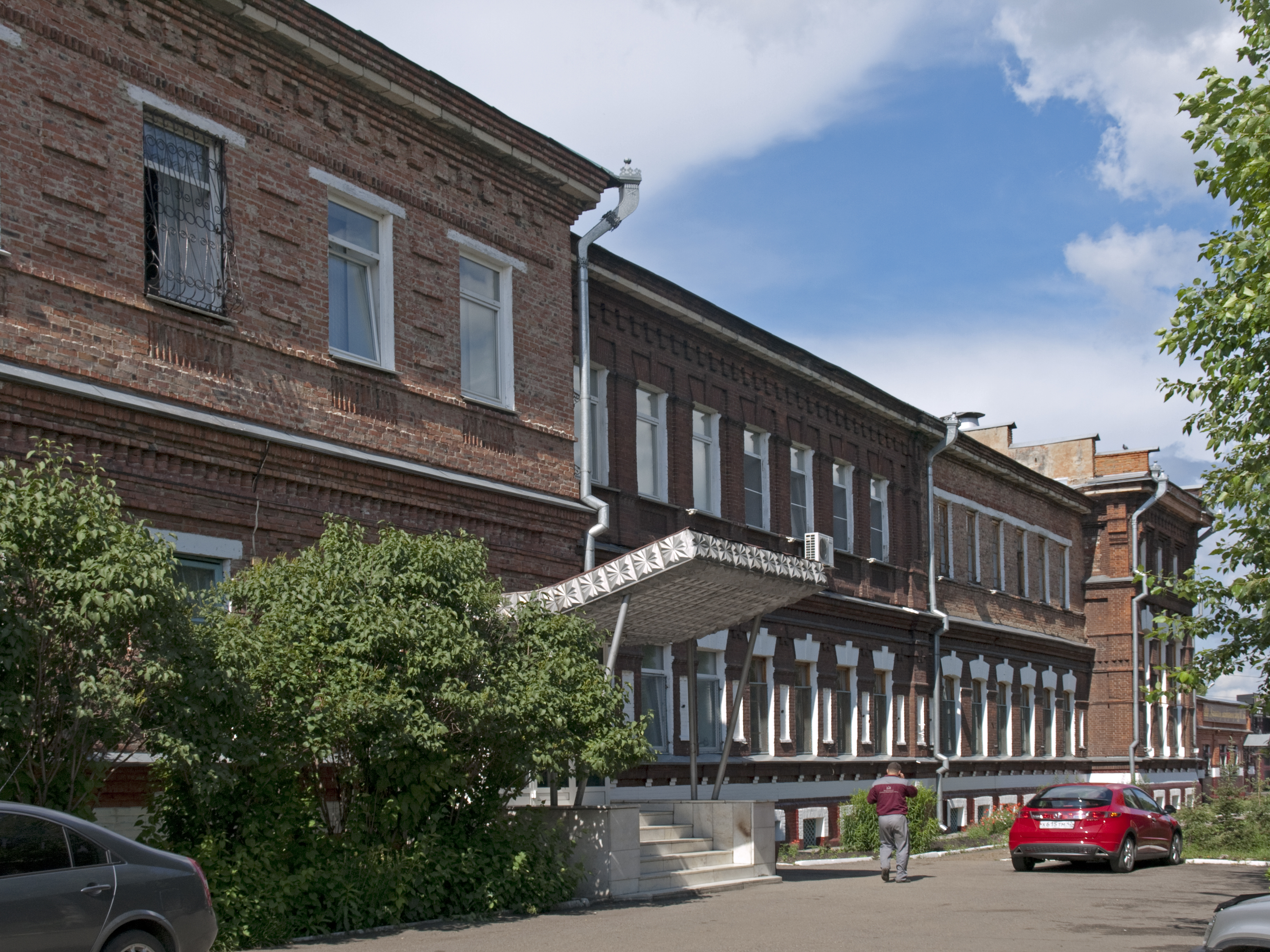
ロシアの文化遺産にも指定されている蒸留所

## 交通
ロシア連邦道路P255やロシア連邦道路P400が通っているほか、クラスノヤルスク鉄道支社のマリインスク駅がある。

## 文化
美術館や博物館がある。
2007年9月15日には市名の由来ともなったマリア・アレクサンドロヴナの記念碑ができた。また、2009年10月23日には、1914年にマリインスクに作られ現在はトムスクの博物館に収蔵されているアレクサンドル2世の胸像をモデルにした胸像が再び設置された。